# Eksperyment (film 2001)
Eksperyment (niem. Das Experiment) – niemiecki thriller psychologiczny z 2001 roku w reżyserii Olivera Hirschbiegla, oparty na prawdziwych wydarzeniach i relacjach Philipa Zimbardo, opisanych w jego książce pt.: „Efekt Lucyfera”. Film doczekał się amerykańskiego remake’u w 2010 roku.

## Fabuła
Dreszczowiec psychologiczny jest oparty na eksperymencie nazywanym eksperymentem więziennym, który został przeprowadzony w roku 1971 na Stanford University w USA.

## Obsada
- Moritz Bleibtreu jako Tarek Fahd, więzień nr 77
- Christian Berkel jako Steinhoff, więzień nr 38
- Oliver Stokowski jako Schutte, więzień nr 82
- Wotan Wilke Möhring jako Joe, więzień nr 69
- Justus von Tempelhoff jako Kemps
- Timo Dierkes jako Eckert

## Nagrody
- Zestawienie nagród i wyróżnień – lista nagród w bazie IMDb (ang.)